# Nebaliella caboti
Nebaliella caboti är en kräftdjursart som beskrevs av A. E. Clark 1932. Nebaliella caboti ingår i släktet Nebaliella och familjen Nebaliidae. Inga underarter finns listade i Catalogue of Life.